# Овамбо
Овамбо или Амбо припадници су народа Банту. Живе у сувим травнатим низијама северне Намибије и јужне Анголе.
Племена су им релативно малобројна, али добро организована, с јасном поделом на класе. Живе од пољопривреде и узгоја стоке. Има их око 150 000.
Први белци с којима су дошли у озбиљнији контакт били су лутерански мисионари из Финске 1870-их година. Захваљујући њима, већина Овамбоа се данас сматра лутеранима те је прихватила западњачку одећу, културу и начин живота. Но, такође су учествовали и у СВАПО-у, покрету за слободу Намибије од јужноафричке власти.
Овамбо чине низ сродних етничких група, које настањују Овамболанд у северној Намибији, као и најјужнију покрајину у Анголи, која се зове Кунене. У Намибији, њих сачињавају етничке групе: Ндонга, Квањама, Квамби, Нганд јера, Мбаланту, Мбад ја, Колонкади и Квалуди. У Анголи, њих чине етничке групе: Квањама, Кафима, Евале и Ндонга.
Мигрирали су јужно од Замбезија, а тренутно чине највећи број становника у Намибији. Разлог за миграцију, било је плодно тло на подручју где данас живе.
Говоре језик ошивамбо, који укључује квањама, онгандјера, мбадја, ндонга и остале дијалекте.